# Monte Useria
Il monte Useria (o Crocione) è una isolato rilievo roccioso che raggiunge i 555 m s.l.m. e fa parte delle Prealpi varesine. Si trova in Provincia di Varese.

## Descrizione

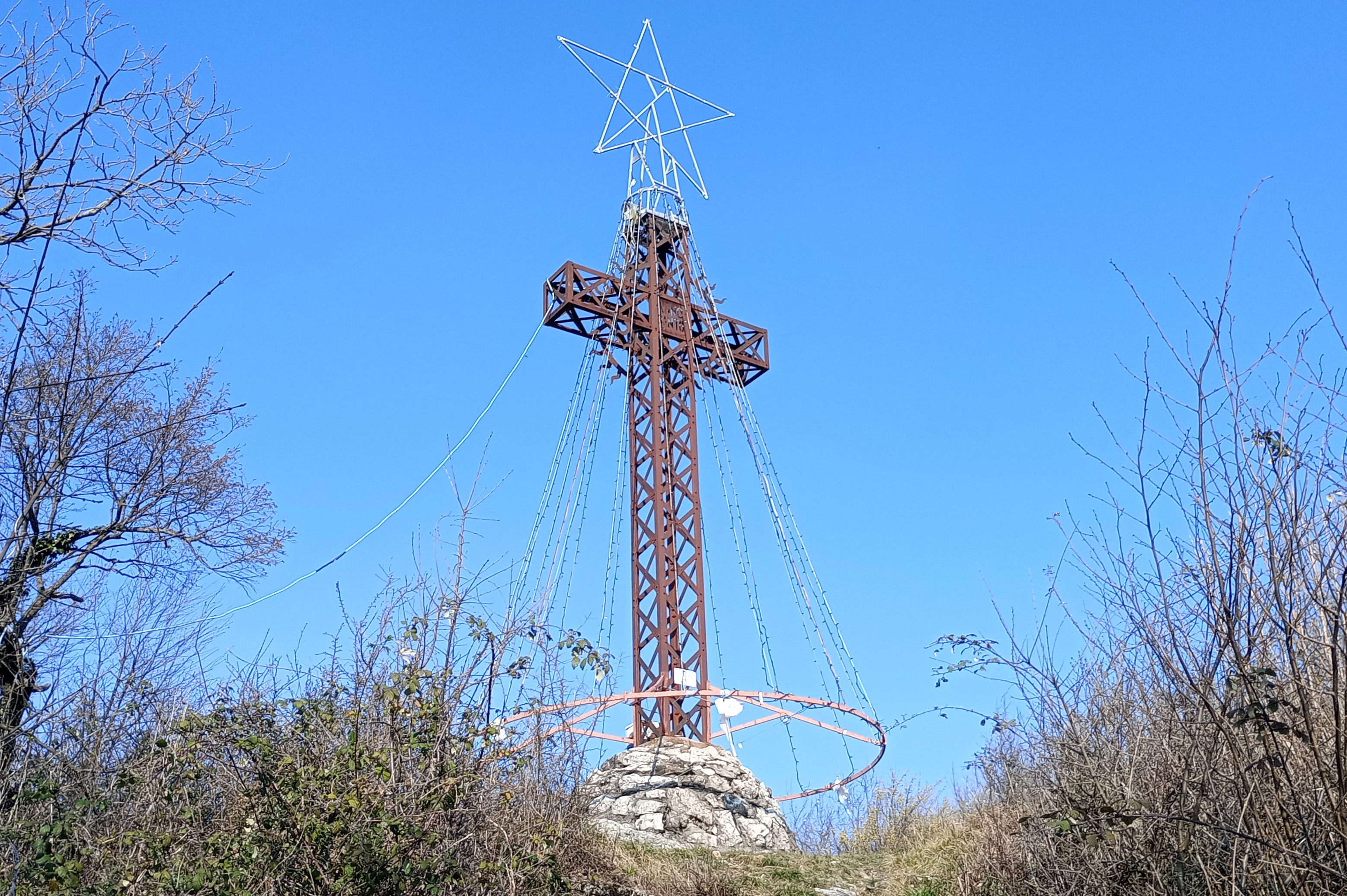
La croce di vetta

La collina si trova in posizione centrale nella Valceresio, il solco vallivo posto a sud di Porto Ceresio. E' lambita ad est dal Cavo Diotti, nel bacino idrografico dell'Olona. Ad ovest passa invece il rio Molinara, tributario del Lago di Lugano attraverso il torrente Bolletta. Amministrativamente la cima e il versante meridionale del monte Useria sono compresi nel territorio del comune di Arcisate, mentre la parte settentrionale ricade nel comune di Bisuschio. La sua prominenza topografica è di 186 m.

## Storia
Sulle pendici del monte si trova il santuario della “Madonna d'Useria”, costruito nel Seicento in luogo di un preesistente edificio religioso. Era noto come meta di pellegrinaggi, in particolare per l'implorazione di grazie legate alle attività agricole. Sulle pendici del monte rivolte verso il centro abitato di Useria sono presenti cave di pietra che in passato ebbero notevole importanza. Vi si estraeva una breccia dolomitica che veniva poi utilizzata da alcune fornaci che si trovavano addossate alla montagna poco ad est del santuario e che erano dedicate alla produzione di calce. All'inizio del Novecento sulla cima del monte venne costruita una grande croce metallica, e la collina divenne nota anche con il nome di Crocione.

## Geologia

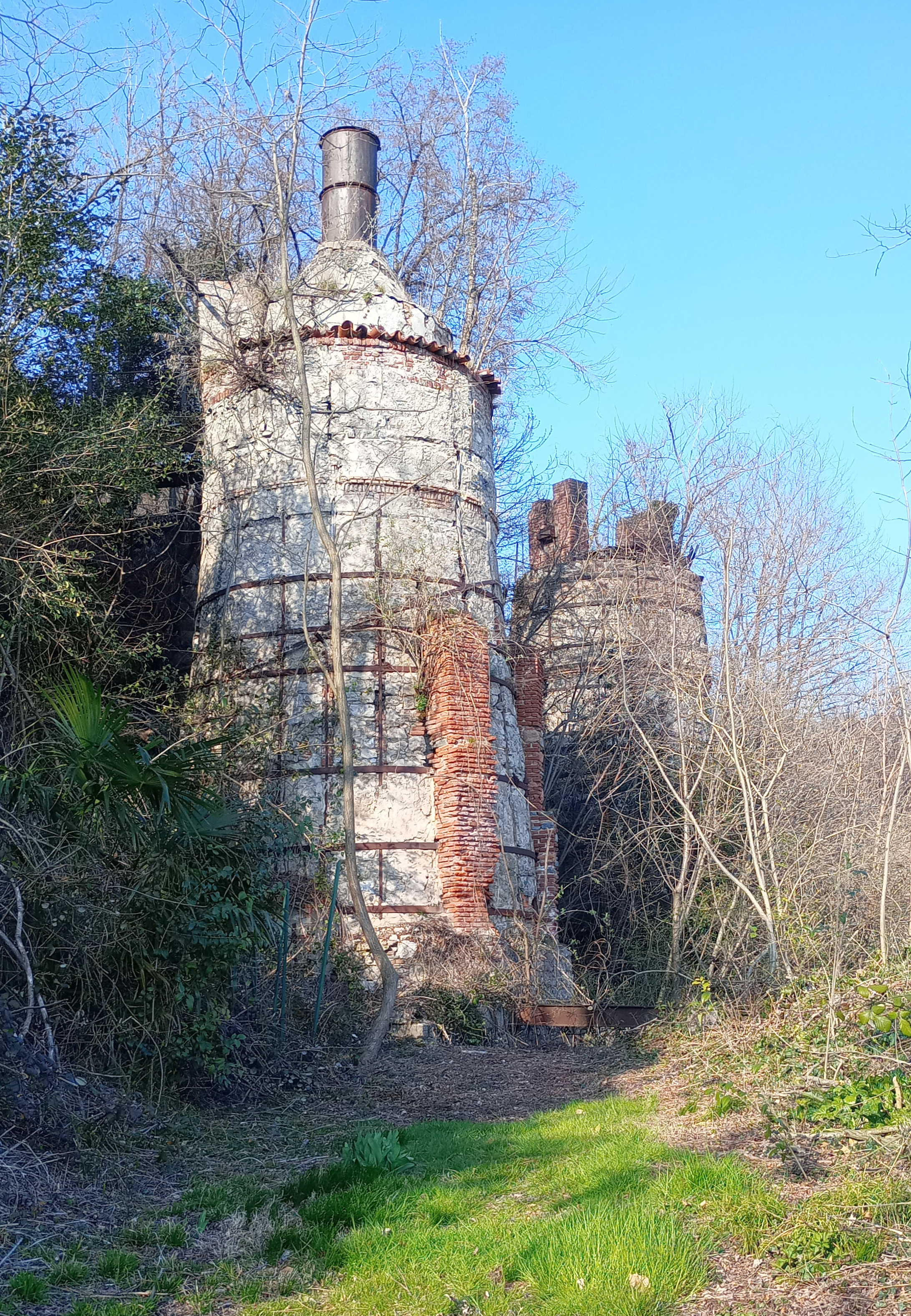
Una delle vecchie fornaci da calce

Il monte Useria fa parte di una zona con predominanza di rocce sedimentarie calcareo-dolomitiche e, da un punto di vista geomorfologico, può essere considerato un inselberg. Durante i periodi glaciali del quaternario la sua protuberanza era causa di diffluenza glaciale, ovvero della biforcazione della lingua glaciale che occupava il fondovalle.

## Accesso alla vetta
La cima del Monte Useria è raggiungibile per un sentiero che parte dell'abitato di Useria e che transita nei pressi del santuario della Madonna di Useria. Un altro sentiero, più a nord, collega la zona delle fornaci con la cima del monte. Si tratta di un percorso meno facile, in parte scalinato e con un tratto messo in sicurezza da delle funi di canapa.